# Ali Divandari
Ali Divandari, in persiano علی دیواندری‎ (Sabzevar, 6 settembre 1957), è un vignettista, pittore e scultore iraniano.

## Biografia
Ha studiato grafica all'Università di Teheran. È art director del ″New International Cartoon Festival″ in Iran. Ha partecipato a varie mostre internazionali ed è stato più volte premiato.

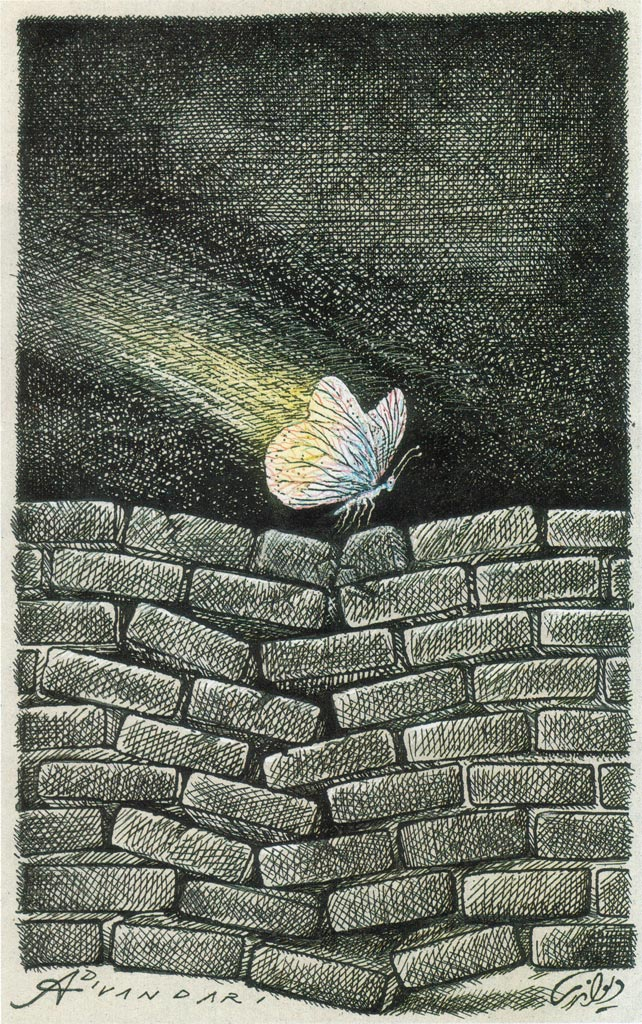
Cartone di Ali Divandari
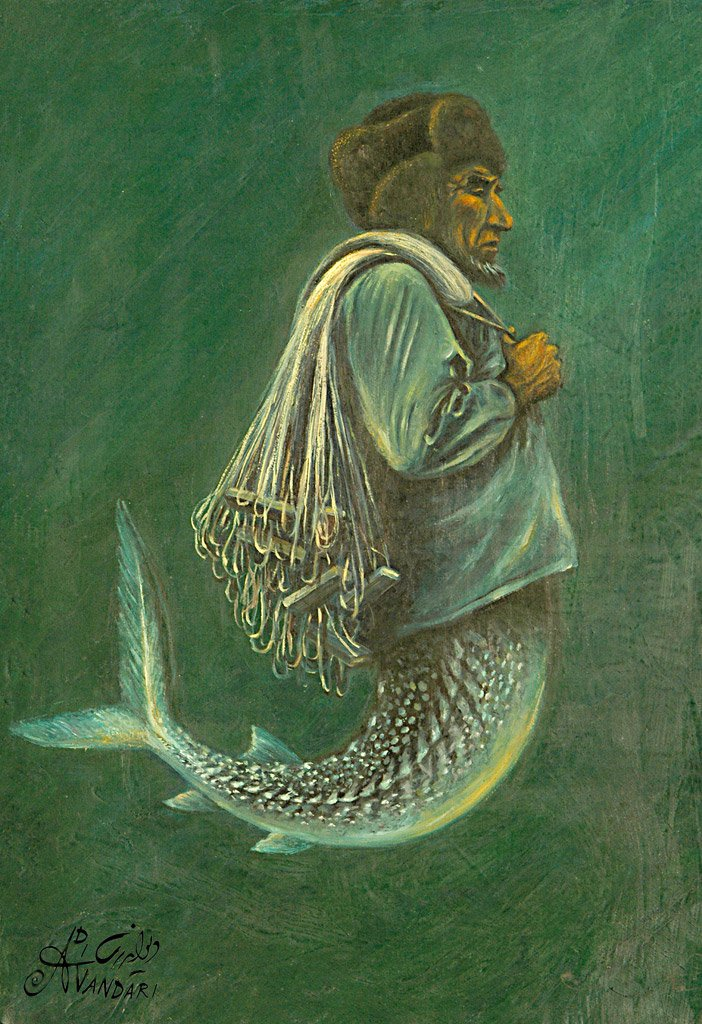
Dipinti di Ali Divandari
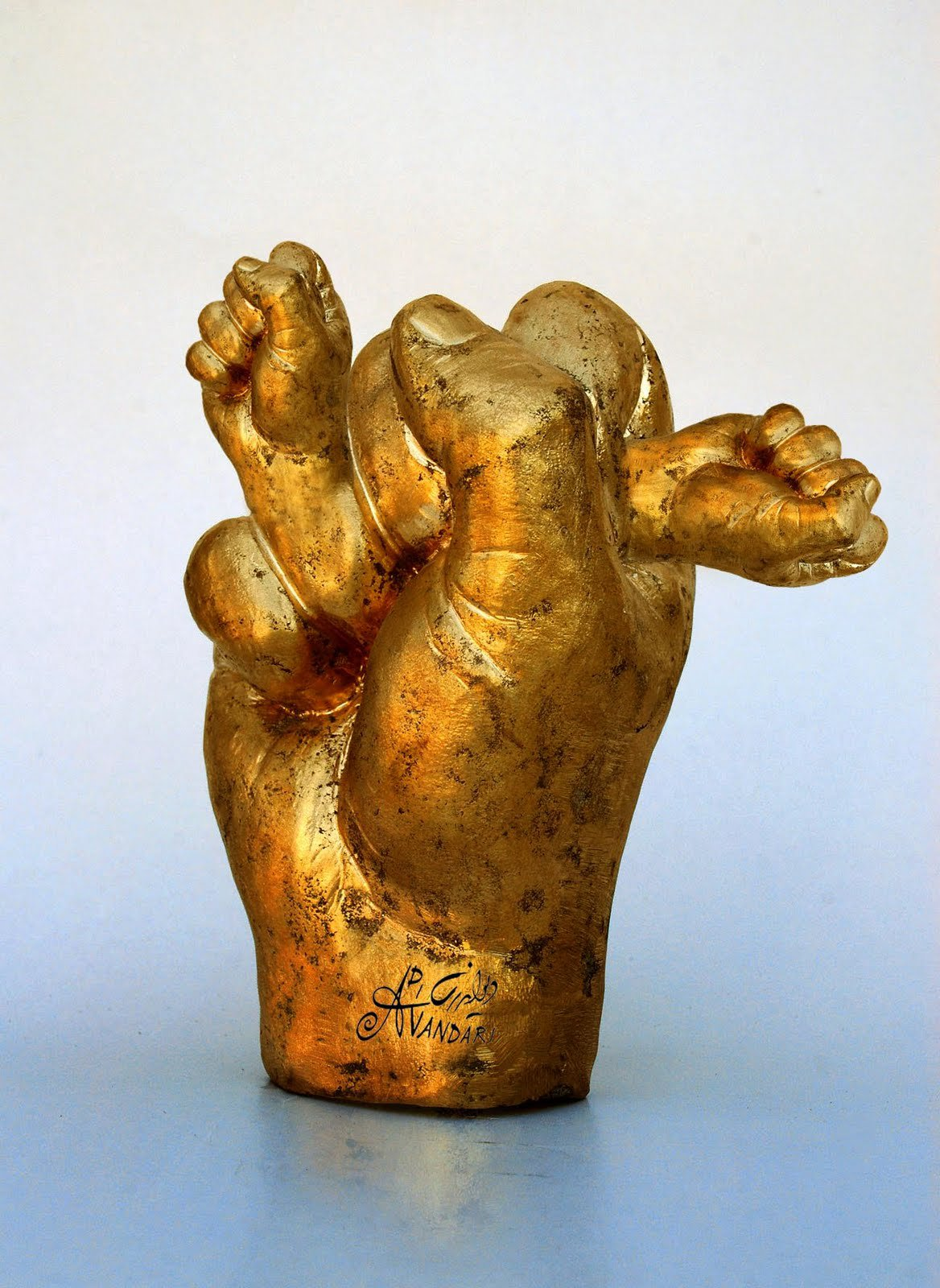
Scultura di Ali Divandari
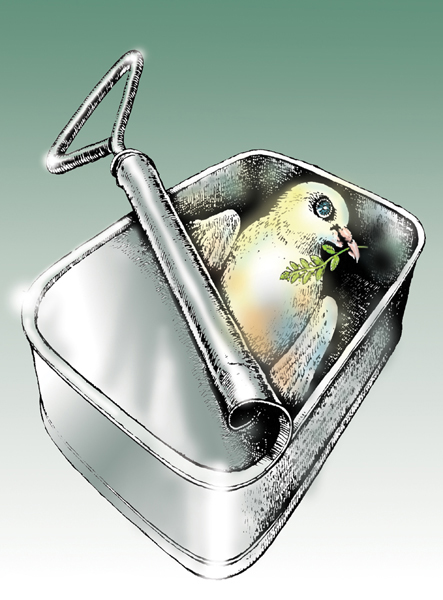
Cartone di Ali Divandari